# Acrocercops macrochalca
Acrocercops macrochalca är en fjärilsart som beskrevs av Edward Meyrick 1910. Acrocercops macrochalca ingår i släktet Acrocercops och familjen styltmalar.
Artens utbredningsområde är Mauritius. Inga underarter finns listade i Catalogue of Life.